# 格納季夫卡 (諾夫哥羅德-謝韋爾斯基區)
51°52′30″N 33°4′36″E / 51.87500°N 33.07667°E
格納季夫卡（烏克蘭語：Гнатівка），是烏克蘭的村落，位於該國北部切爾尼戈夫州，由諾夫哥羅德-謝韋爾斯基區負責管轄，始建於1700年，面積0.65平方公里，海拔高度154米，2001年人口210，人口密度每平方公里323.08人。